# Juazeiro do Norte
Pour les articles homonymes, voir Juazeiro.
Juazeiro do Norte est une ville brésilienne de l'État du Ceará. Sa population était estimée à 249 939 habitants en 2010. La municipalité s'étend sur 249 km2.

## Situation
Juazeiro do Norte se trouve à 397 km au sud-sud-ouest de Fortaleza, à 497 km à l'ouest-nord-ouest de Recife et à 1 334 km au nord-est de Brasilia.

## Économie
- PIB per capita (2010) : R$ 7.841,88 Source : IBGE[2]

## Maires
| Période | Période | Identité                        | Étiquette | Qualité |
| ------- | ------- | ------------------------------- | --------- | ------- |
| 2013    | 2016    | Raimundo Antônio de Macêdo      | PMBD      |         |
| 2009    | 2012    | Manoel Raimundo de Santana Neto | PT        |         |
| 2005    | 2008    | Raimundo Antônio de Macêdo      | PMBD      |         |

## Démographie
- Indice de Développement Humain (IDH) : 0,694 Source : IBGE[2]